# ФК Чита
ФК „Чита“ е футболен клуб от едноименния гр. Чита, Забайкалски край, Русия, играещ във Втора дивизия. Казва се „Локомотив“ до 2006 г.

## История
Основан е през 1974 г. Играе във втора лига на СССР, като в периода 1978 – 1983 не поддържа мъжки отбор. През 1991 отборът печели втора лига. След разпадането на СССР играе в 1 дивизия. През 1992 Локомотив завършва на 3 позиция, като това е най-големият успех на отбора. През 2005 Локомотив е изхвърлен от шампионата, поради проблеми с документацията. В началото на 2006 отборът е пререгистриран като „ФК Чита“. През 2008 отборът печели 2 дивизия и отново играе в първа. Чита заема 17 място и изпада.

## Предишни имена
| Години    | Име       |
| --------- | --------- |
| 1974-2005 | Локомотив |
| от 2006 - | Чита      |

## Български футболисти
- Илиян Памуков: 2003 (24 мача - 3 гола)